# Comté (Terre du Milieu)
The Shire, Le Comté
Vous lisez un « bon article » labellisé en 2009.
Pour les articles homonymes, voir Comté.
Le ou La Comté (The Shire en anglais) est un pays de fiction imaginé et décrit par l'écrivain britannique J. R. R. Tolkien, où se déroulent de nombreux passages de ses romans Le Hobbit et Le Seigneur des anneaux.
Fondée au milieu du Troisième Âge, la Comté est une région du Nord-Ouest de la Terre du Milieu, au cœur de l'Eriador, un territoire correspondant à l'ancien royaume d'Arnor. Elle est peuplée exclusivement de Hobbits, créatures apparentées aux Hommes caractérisées par leur petite taille. Du fait de la nature pacifique de ses habitants, l'histoire de la Comté est presque dépourvue d'événements marquants, à l'exception des faits survenus durant la guerre de l'Anneau.
Les Hobbits de la Comté parlent le hobbitique, une variété d'occidentalien, et nomment dans cette langue leur pays Sûza (« Comté ») ou Sûzat (« la Comté »). Son nom en sindarin, langue des Elfes Gris, est i Drann. Il est aussi appelé Quatre Quartiers, nom qui fait référence à sa division territoriale.
La Comté n'est pas citée nommément dans Le Hobbit, mais Tolkien avait probablement déjà une idée précise de son apparence avant la rédaction du premier chapitre du Seigneur des anneaux. Il décrira par la suite les villages de la Comté comme ressemblant à ceux du « Warwickshire à peu près à l'époque du Jubilé de diamant  » de la reine Victoria (1897).

## Création

### Évocation

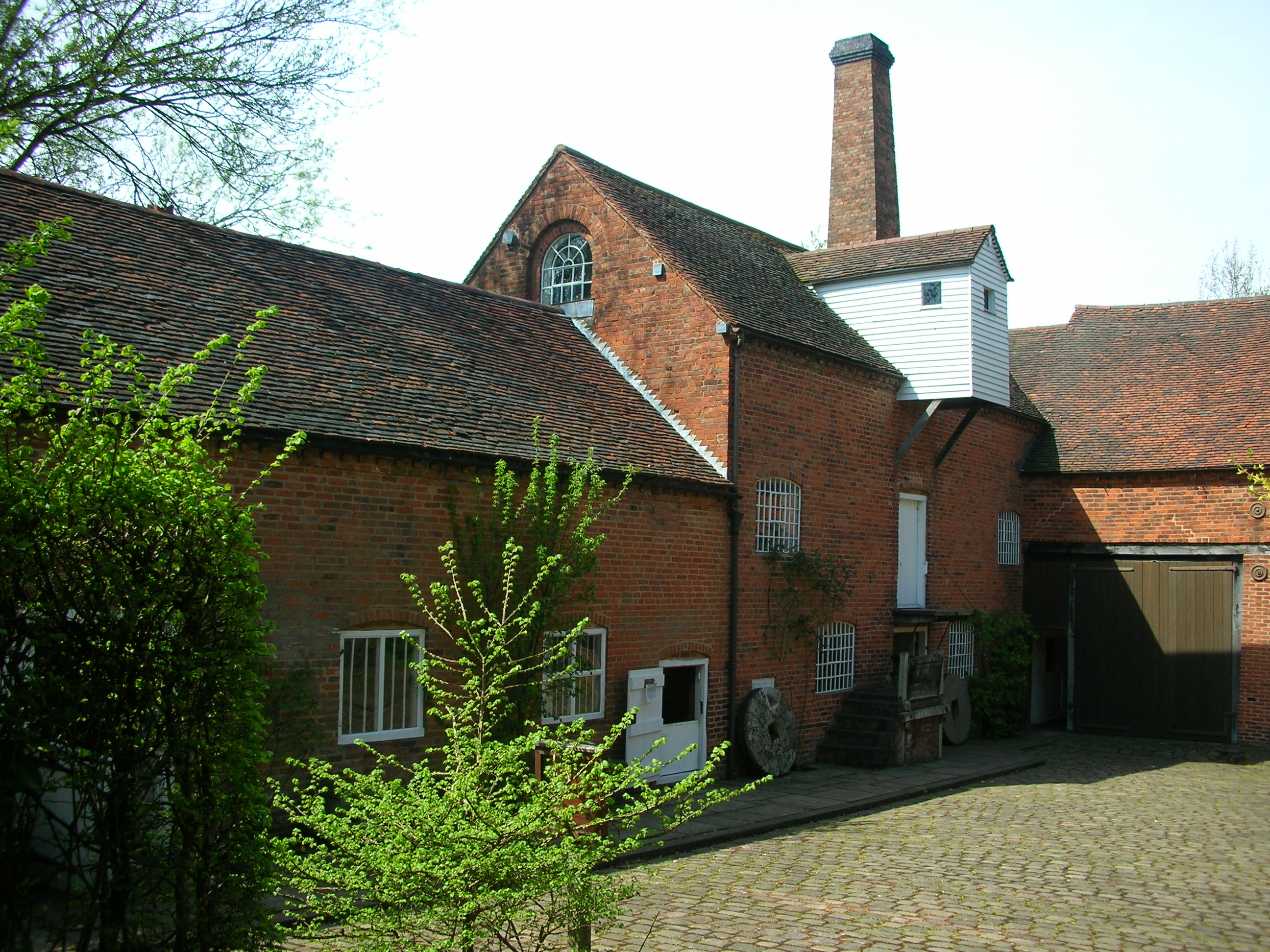
Le moulin de Sarehole.

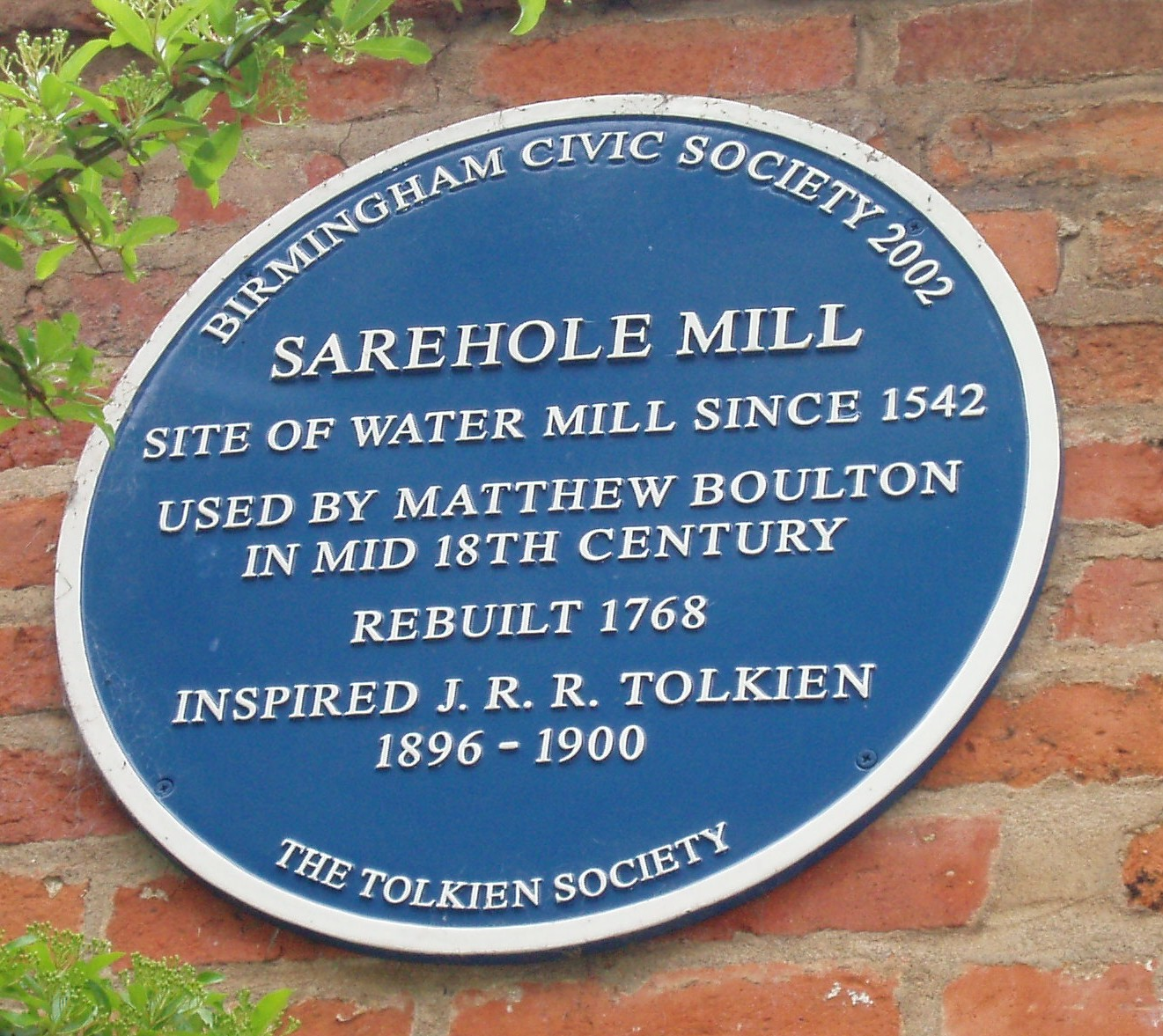
Plaque au moulin de Sarehole en l'honneur de Tolkien.

Bien qu'une partie de l'action du roman Le Hobbit se déroule en Comté, J. R. R. Tolkien ne l'y nomme pas, ni aucun de ses villages. La seule allusion est cette citation du premier chapitre « Une fête inattendue » :

« Il adorait ce genre de choses : dans le hall se trouvait une grande carte des Terres
d’Alentour où il avait inscrit toutes ses promenades favorites à l’encre rouge. »

— J. R. R. Tolkien, « Une fête inattendue », dans Le Hobbit
Le pays des Hobbits n'acquiert son nom que dans les ébauches du premier chapitre du Seigneur des anneaux, Tolkien évoquant tout d'abord simplement « la comté » (shire) avant d'y porter une majuscule. Plusieurs cartes de la région ont été produites par Tolkien et son fils Christopher durant la rédaction de son roman.
Christopher Tolkien a aussi joué un rôle dans la création de la Comté, proposant plusieurs toponymes à son père et dessinant la carte finale incluse dans La Communauté de l’Anneau .

### Influences
Dans une lettre à Rayner Unwin, Tolkien affirme que la Comté « a pour modèle l'Angleterre rurale, et aucun autre pays au monde », et que « la toponymie de la Comté […] est une « parodie » de celle de l'Angleterre rurale ». Tolkien insère de nombreux points de ressemblance entre l'Angleterre et la Comté dans sa narration, comme le climat, l'agriculture ou la langue, mais aussi une myriade de détails divers qui renvoient bien plus à l'Angleterre de la fin du XIXe siècle qu'à un monde pré-industrialisé : « […] des calendriers sur lesquels on peut cocher des dates, un service postal (avec des bureaux locaux), des invitations écrites à des fêtes, des feux d'artifice, des gilets de soie, des pétards, des mouchoirs, des boules de naphtaline, des parapluies, des encriers, des bibliothèques […]. »
La Comté correspond plus particulièrement à la région des Midlands de l'Ouest : Worcestershire, Shropshire, Warwickshire, Herefordshire et Staffordshire. Cette même région correspond en partie à l'ancien royaume anglo-saxon de Mercie qui inspira Tolkien pour une autre région de la Terre du Milieu : la Marche des Rohirrim. Une autre référence à la période anglo-saxonne est constituée par les noms des frères fondateurs de la Comté, Marcho et Blanco, qui dérivent respectivement des termes vieil anglais mearh « cheval, étalon » et blanca « cheval gris ou blanc ». Ces personnages sont visiblement calqués sur le modèle de Hengist et Horsa, les fondateurs légendaires du royaume de Kent, dont les noms se rapportent également au cheval.
L'industrialisation de la Comté a été reliée à la destruction des lieux où Tolkien passa « la période la plus idyllique de son enfance » : Sarehole et la campagne alentour, dans le Worcestershire. Au moment de la parution du Seigneur des anneaux, de nombreux lecteurs identifièrent l'épisode du nettoyage de la Comté à l'Angleterre d'après-guerre : « la désillusion consistant à rentrer victorieux pour trouver une nourriture médiocre, des tickets de rationnement, des pénuries endémiques, et une nuée de « préfabs » et de « logements sociaux » en carton-pâte ». Quinze ans plus tard, Tolkien affirma cependant, dans l'avant-propos à la seconde édition du Seigneur des anneaux (1966), que cette partie de l'histoire n'était pas inspirée de la conjoncture réelle.

## Géographie

### Généralités

Localisation de la Comté, dans la Terre du Milieu (zone rouge sur la carte).

La Comté a une longueur de 193 kilomètres (120 miles), depuis les Hauts Reculés à l'ouest jusqu'au Pont du Brandevin à l'est, et de 241 kilomètres (150 miles) depuis les landes du nord jusqu'aux marais du sud. Au total, selon différents auteurs, elle a approximativement une aire de quelque 21 400 milles carrés, soit 55 000 kilomètres carrés. La carte présente au début du premier tome du Seigneur des anneaux ne couvre qu'une partie de la Comté, comme l'indique son titre, « Une Partie de la Comté » (A Part of the Shire).
Le fleuve Baranduin (appelé Brandevin par les Hobbits) limite la Comté à l'est, bien que quelques Hobbits vivent aussi dans le Pays-de-Bouc, situé à l'est du fleuve et à l'ouest de la Haute Haie, laquelle sert de protection aux terres contre les dangers de la Vieille Forêt, toute proche. Au nord et à l'ouest, la Comté n'a aucune frontière topographique, si ce n'est qu'elle est limitée par les anciens chemins du sud et de l'est et par quelques caractéristiques géographiques propres, comme la Colline-de-la-Tour.
La Comté est densément peuplée, avec beaucoup de villages et peu de villes, mais possède encore d'amples zones de forêts et de marais. Elle est décrite comme une terre petite, mais belle et opulente, chérie par ses habitants. Son emplacement et sa latitude lui confèrent une fertilité naturelle et les Hobbits ont un système d'agriculture extensive, dans laquelle on peut trouver diverses productions, comme les céréales, les fruits, le bois et l'herbe à pipe. Cependant, son économie est presque autarcique ; les Hobbits ont l'habitude de consommer tous les produits de leurs cultures, ou bien de les conserver pour des cadeaux.
Les Hobbits de la Comté emploient une architecture particulière. Les trous excavés dans le sol, forme d'habitation la plus ancienne, sont réservés, à la fin du Troisième Âge, aux plus pauvres, qui vivent dans des terriers de faible taille, et aux plus riches, qui ont les moyens de faire construire de vastes demeures aux tunnels ramifiés, appelées smials (un dérivé proposé par Tolkien du vieil anglais smygel « terrier, endroit où ramper »). Néanmoins, du fait de la rareté des reliefs en Comté, les Hobbits ont commencé après leur installation à édifier des demeures au-dessus du sol, tout d'abord des demeures longues et basses, recouvertes d'herbe sèche ou de tourbe, simples imitations des smials, puis des constructions plus élaborées, probablement par l'instruction des Nains. La particularité la plus visible de l'architecture hobbite est une prédilection pour les portes et fenêtres de forme ronde.

### Orographie
La Comté est une région assez plane, les plus grandes hauteurs n'étant que des collines. Les principaux reliefs sont, d'ouest en est, les Hauts reculés (Far Downs), qui constituent la frontière occidentale de la Comté ; les Hauts Blancs (White Downs), où se trouve la ville de Grand'Cave ; les Collines Vertes (Green Hills), qui s'étendent du Quartier Ouest jusqu'au Bout des Bois dans le Quartier Est ; les Collines de Scarrie, dans le nord du Quartier Est, où se trouve une carrière exploitée par les Hobbits.

### Climat
Le climat de la Comté est majoritairement océanique. En général, les températures sont légèrement plus chaudes au sud qu'au nord et les changements saisonniers de température sont légèrement plus prononcés (c'est-à-dire des étés plus chauds et des hivers plus froids) à l'extrême est qu'à l'extrême ouest (sur la côte). Les précipitations sont modérées tout au long de l'année et il peut neiger pendant les passages occasionnels de l'air polaire du nord, surtout dans le Quartier Nord.

### Population
La Comté est peuplée exclusivement de Hobbits, et, à l'époque de la guerre de l'Anneau, toute la race y vit, à l'exception des Hobbits établis dans le proche pays de Brie. Les Hobbits se caractérisent par leur petite taille, entre 60 et 120 centimètres, et par l'abondante pilosité qui leur croît sur le cou-de-pied.
Après la fondation de la Comté, les différentes branches de Hobbits (Forts, Pâles et Pieds velus) se mélangent, si bien que leurs caractéristiques propres disparaissent. Seuls les habitants du Maresque , descendants des Forts, se différencient encore quelque peu des autres Hobbits, car ils ont un duvet sur le menton, alors que les autres n'ont absolument pas de barbe.
Les familles les plus connues de la Comté sont les Touque, les Sacquet, les Bolger, les Brandebouc, les Sackville, les Boulot, les Chaumine ou les Fierpied. Chaque famille possède généralement une terre ou un village dans lequel ils s'installent et qui normalement porte leur nom ou un dérivé : par exemple les Gamegie viennent du village de Gamwich, et les Touque vivent presque tous au Pays de Touque, dans les Collines Vertes.
Les Hobbits de la Comté se vêtent de chausses, de capes et de tuniques.

## Établissements

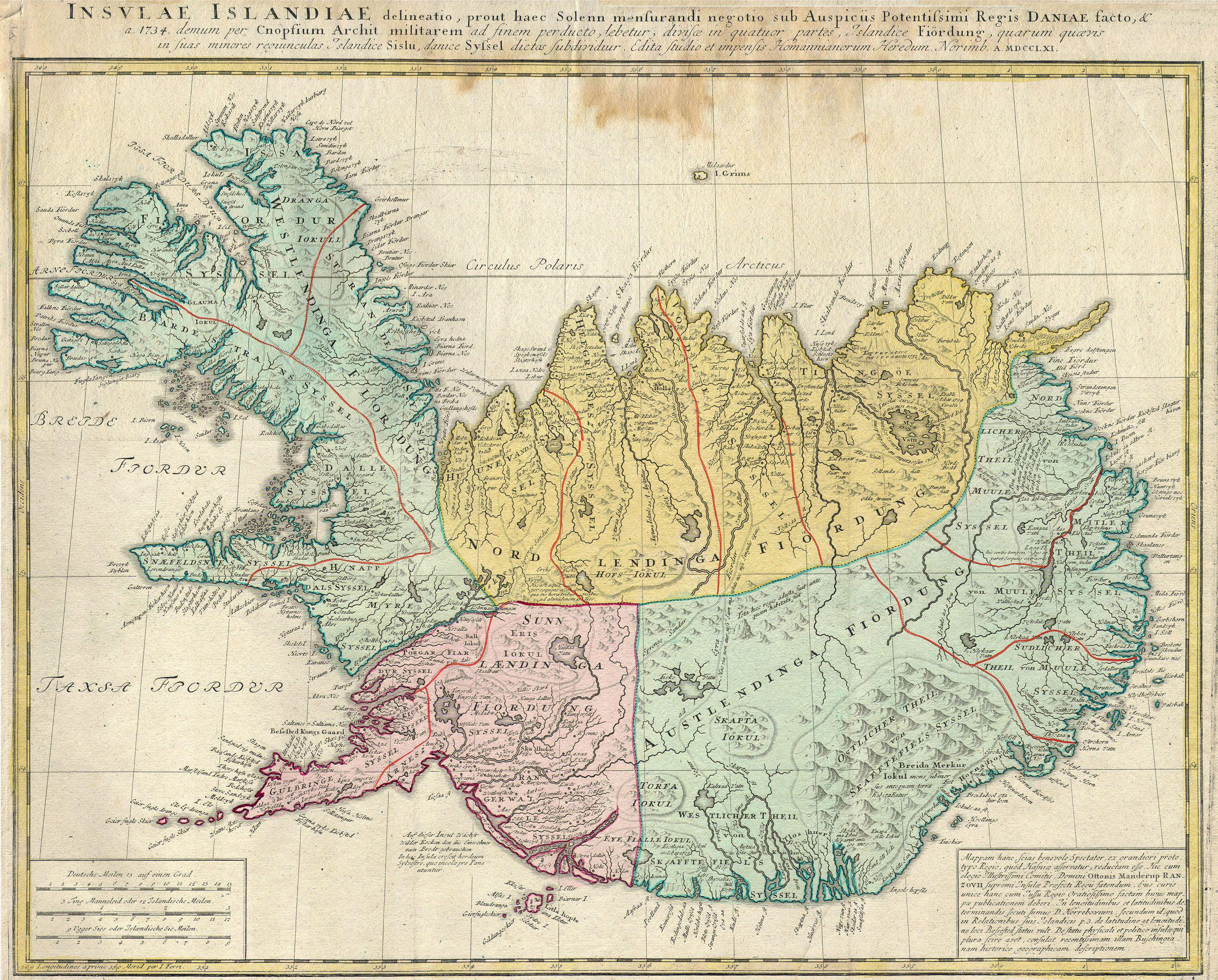
Les quatre farthings islandais

Le territoire originel de la Comté est subdivisé en quatre régions ou quartiers (farthings), appelés selon leur localisation : Nord, Sud, Est et Ouest. Approximativement au centre de la Comté se trouve la Pierre des Trois Quartiers, qui marque le point où les frontières des quartiers de l'Est, de l'Ouest et du Sud se rejoignent. Le terme anglais farthing désigne un quart de penny, ou, dans son sens original, simplement « quart » ; Tolkien a repris le terme en se basant sur les thridings, les trois divisions traditionnelles du Yorkshire. L'Islande est traditionnellement divisée en quatre farthings également.

### Quartier Nord
Le Quartier Nord est la région où croît la plus grande partie de la récolte d'orge et d'avoine, et le seul quartier où la neige est courante. C'est ici qu'eut lieu l'historique bataille des Champs Verts. On y trouve aussi la Forêt de Bindbole, ainsi que de grands terrains de chasse, sûrement ceux-là mêmes qui appartenaient au roi d'Arthedain avant que celui-ci ne permette aux Hobbits de coloniser la Comté. Tous ces facteurs font que c'est la partie la moins peuplée de la Comté, et seuls quelques villages sont connus, comme Long Cleeve ou Oatbarton.

### Quartier Ouest

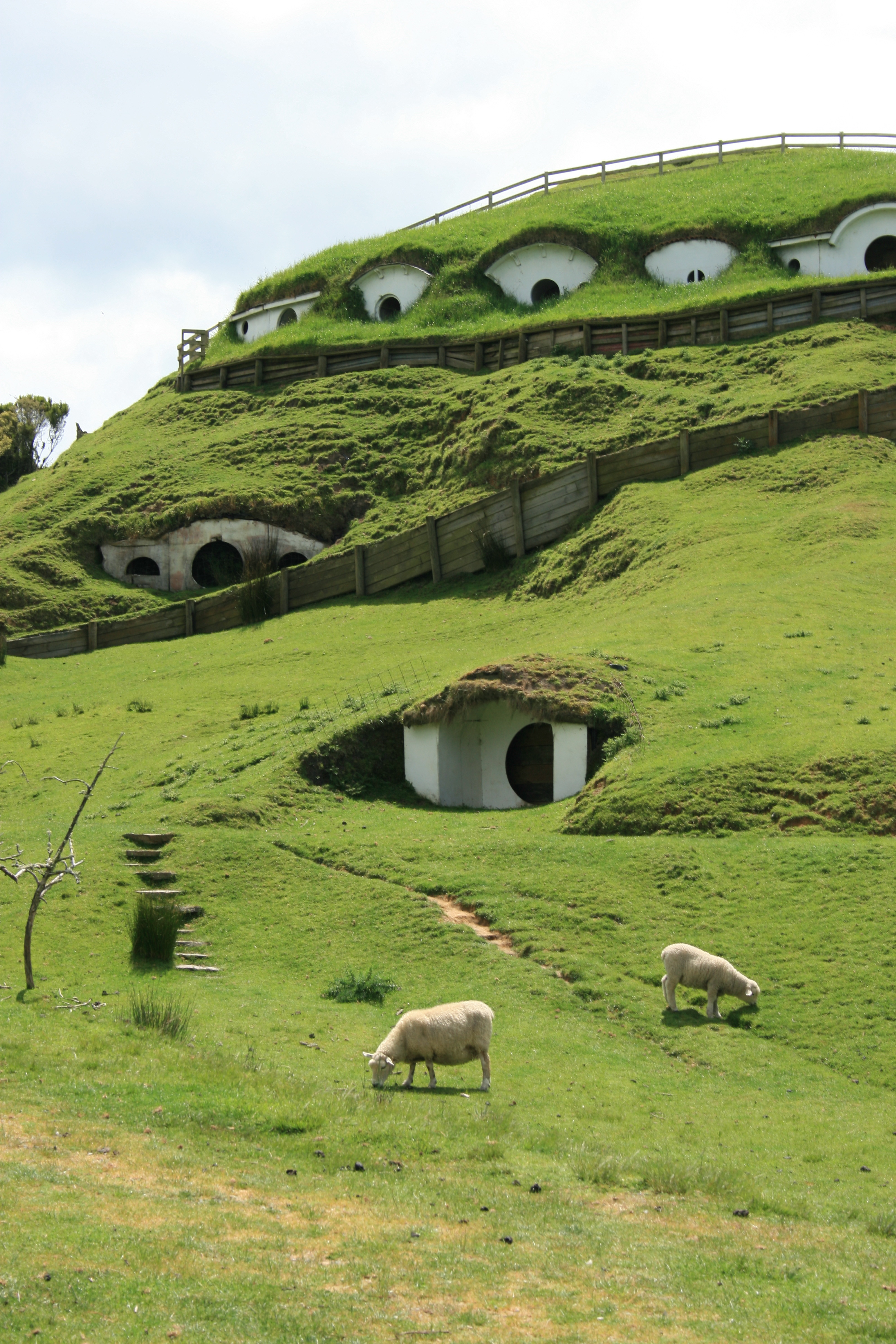
La colline de Hobbitebourg dans les films de Peter Jackson.

Le Quartier Ouest est une des régions les plus accidentées géographiquement, avec de nombreuses collines. Malgré cela, l'existence de nombreux chemins fait qu'il est bien desservi, en faisant le quartier le plus peuplé et celui qui abrite les villages les plus grands, à commencer par Grand'Cave sur les Hauts Blancs (Michel Delving on the White Downs), la principale ville de la Comté, où le Maire est élu, ainsi que Hobbitebourg (Hobbiton) et Lèzeau (Bywater). La puissante famille Touque y a également son fief, autour des villages de Tocquebourg et Coteau de Touque dans les Collines Vertes.
Le Quartier Ouest compte d'autres villages mineurs, comme Petite Creusée (Little Delving), situé dans les Hauts Blancs au nord de Grand'Cave et au sud du Champfunel (Tighfield), Trou de l'Aiguille (Needlehole), situé au nord du marais de Herberesque, entre la Forêt de Bindbole à l'est et le hameau de Bourdeneuve à l'ouest, et Gamwich, lieu d'origine de la famille Gamegie, situé au nord du Champtoron.
On trouve au nord de L'Eau le Moulin, qui est la propriété de la famille Sablonnier. Il est détruit pendant l'invasion de la Comté au cours de la guerre de l'Anneau et remplacé par une fabrique avec une énorme cheminée de brique, qui pollue le ruisseau et tout Hobbitebourg. Pendant le Nettoyage de la Comté, le Moulin est l'un des premiers édifices reconstruits.

### Quartier Sud

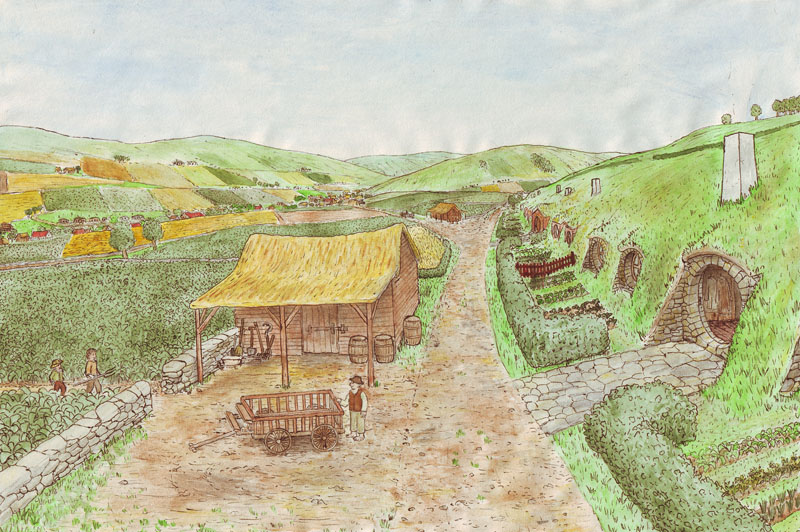
Fondreaulong

Le Quartier Sud est réputé pour ses cultures d'herbe à pipe et ses vignes, qui sont de grande qualité grâce au climat de la zone. On n'y connaît que trois villages, dont le plus réputé semble être Fondreaulong (Longbottom), l'endroit où Tobold Sonnecornet introduit, vers 2670 du Troisième Âge, la culture de l'herbe à pipe dans la Comté. Le village de Roccreux, lieu d'origine de la famille Serreceinture, s'y trouve également.

### Quartier Est
Dans le Quartier Est se trouvent le Pointe-aux-Bois et une partie des Collines Vertes. Le premier est à l'origine le fief de la famille Vieilbouc, et même après son départ pour le Pays-de-Bouc, les habitants du Quartier de l'Est restent davantage fidèles aux Brandebouc (leur nouveau nom) qu'aux Thains ou aux Maires. C'est une région densément peuplée, comptant de nombreux villages, notamment dans la fertile région de le Maresque , avec Estoc, Rouchant (Rushey) et Grandcroix (Deephallow), et le long de la Grande Route de l'Est avec Grenouillers (Frogmorton) et Blancs-Sillons (Whitfurrows).

### Les Marches
La Comté proprement dite est encadrée de deux marches : à l'est, le Pays-de-Bouc, colonisé à partir de 2340 T. Â., et à l'ouest, la Marche-de-l'Ouest, occupée après la guerre de l'Anneau et officiellement rattachée au Comté par le roi Elessar en l'an 31 du Quatrième Âge.

#### Le Pays-de-Bouc

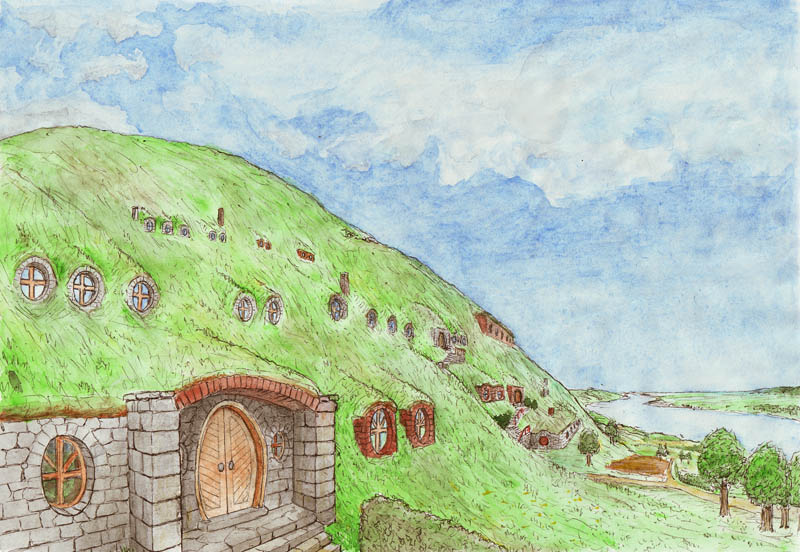
Castel Brandy

Alors que la Comté s'étend originellement à l'ouest du Brandevin, une colonie s'est installée à l'est du fleuve. Gorhendad Vieilbouc et ses descendants y ont fondé le Pays-de-Bouc (Buckland). Devenu maître de cette région, Gorhendad Vieilbouc change son nom en Brandebouc. On accède au Pays-de-Bouc soit par le Pont du Brandevin, soit par le bac de Fertébouc (Bucklebury Ferry) qu'ont emprunté les quatre Hobbits de La Communauté de l’Anneau .
Fertébouc (Bucklebury) est le principal village du Pays-de-Bouc. Il est délimité par le Brandevin et une haie édifiée le long de l'orée de la Vieille Forêt, jusqu'au confluent du Brandevin et du Oserondule. Frodo et Merry en sont originaires. Frodo feint de venir s'y installer quand il vend Cul-de-Sac et veut fuir la Comté.
C'est dans le village de Fertébouc que se trouve Castel Brandy (Brandy Hall), la résidence du Maître du Pays-de-Bouc, qui est un des fonctionnaires les plus importants de la Comté et conseiller d'Arnor à partir du Quatrième Âge. C'est un très grand château comportant une centaine de fenêtres, un bon nombre de portes latérales et trois grandes entrées permettant d'y accéder. Sa création engendre plus tard l'édification du Pays-de-Bouc par les nombreuses constructions en dehors du Château au fil du temps.
Contrairement aux autres Hobbits (ceux de la partie occidentale de la Comté), les Hobbits du Pays-de-Bouc sont souvent de tempérament curieux et aventureux et ont plus de goût pour l'eau et les navires.

#### Marche-de-l'Ouest
La Marche-de-l'Ouest est située entre les Hauts reculés et les Collines des Tours. C'est là qu'habitent les Bellenfant, les descendants de la fille de Sam Gamegie, Elanor, qui se chargent de garder et protéger le Livre Rouge de la Marche de l'Ouest.

## Histoire

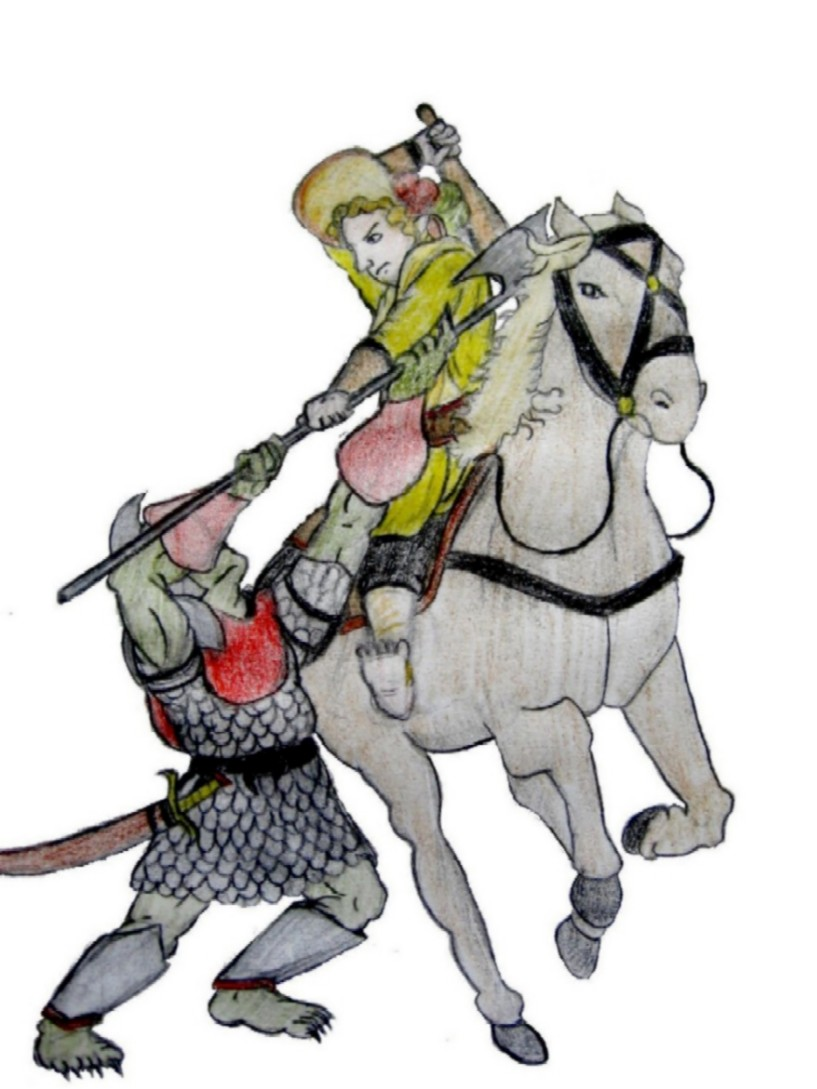
Bandobras Touque décapitant Golfimbul (1147 D. C.).

On trouve la première trace connue des Hobbits dans la haute vallée de l'Anduin, vers l'an 1000 du Troisième Âge. Par la suite les Hobbits migrèrent progressivement vers l'ouest à travers les Montagnes de Brume. Ils vécurent dans la Dunlande et dans les parties dépeuplées des royaumes de Cardolan et de Rhudaur avant d'entrer en Comté.
Avant d'être connue comme tel, la Comté faisait partie du royaume d'Arthedain et, par-là même, de l'ancien Arnor. En 1601 T. Â., les frères Hobbits Marcho et Blanco, qui habitaient le village de Brie, obtinrent la permission officielle du roi Argeleb II d'Arthedain de coloniser les terres dépeuplées qui devinrent la Comté et qui à cette période étaient seulement connues comme les coteaux de chasse du roi. Argeleb II posa trois conditions à cette concession : que les Hobbits reconnaissent la suzeraineté du roi, qu'ils maintiennent en bon état les ponts et chemins de la Comté et qu'ils aident les messagers. Ainsi commença la Chronologie de la Comté, puisque l'année de la traversée du Baranduin devint l'année un de la datation, ou comput, de la Comté (D. C.)
Amoureux de leur nouvelle terre les Hobbits accordèrent de moins en moins d'importance aux événements extérieurs à leurs frontières, sortant rarement de celles-ci. Le corps d'archers qu'ils envoyèrent pour soutenir l'Arthedain dans sa guerre contre l'Angmar, le royaume du Roi-Sorcier (et qui participa notamment à la bataille de Fornost) est une exception. Cependant les Hobbits avaient accompli les exigences du roi puisqu'ils se considéraient comme ses sujets ; les archers ne revinrent jamais. Après la chute de l'Arthedain, la Comté devint pratiquement autonome politiquement et les chefs des différentes familles élurent un gouverneur, qu'ils appelèrent Thain, comme représentant du roi jusqu'au retour de ce dernier.
La petite taille, la vaillance et la résistance de la population hobbite en faisaient un objectif trop modeste pour la conquête. De plus, les frontières de la Comté étaient gardées et protégées des intrus par les Rôdeurs (Coureurs du Nord), descendants des Dúnedain d'Arthedain, à l'insu des Hobbits. Les seuls étrangers qui pouvaient entrer dans la Comté étaient les Nains qui voyageaient par le Grand Route de l'Est, traversant la Comté jusqu'à leurs mines d'Ered Luin (les Montagnes Bleues), et, occasionnellement, les Elfes en chemin vers les Havres Gris pour partir vers Aman.
Une seule bataille eut lieu à l'intérieur des frontières de la Comté jusqu'aux dernières années du Troisième Âge, la bataille des Champs Verts, livrée en 1147 D. C.. Une bande d'Orques venant du mont Gram et menée par son roi Golfimbul pénétra alors dans la Comté, mais Bandobras Touque, le fils cadet du Thain, commandant un groupe de Hobbits, remporta la victoire en coupant la tête de Golfimbul d'un seul coup. La tête de l'Orque vola quelques cents yards avant de tomber dans le terrier d'un lapin, inventant ainsi le jeu de golf.
La situation pacifique de la Comté changea lorsque Bilbon Sacquet partit en voyage jusqu'au Montagne Solitaire en 1341 D. C. Durant ce voyage, il trouva l'Anneau unique du Sombre Seigneur Sauron, qui était arrivé entre les mains de la créature Gollum, ce qui provoqua peu après les événements narrés dans Le Seigneur des anneaux, à l'automne de l'année 1418 D. C. La Comté fut visitée par les neuf Nazgûl, envoyés par leur seigneur chercher l'Anneau après avoir torturé Gollum et lui avoir soutiré les mots « Comté » et « Sacquet ». Plus tard, le magicien Saruman, qui était tombé sous le contrôle de Sauron, l'envahit, nommant Lotho Bessac-Descarcelle comme subalterne. Celui-ci se nomma Chef de la Comté et commença son industrialisation, ce qui conduisit à une misère générale et abîma sérieusement son écosystème. Cependant, après le retour de Frodon, Sam, Merry et Pippin de la guerre de l'Anneau, les Hobbits sous leur commandement réussirent à libérer la Comté après la bataille de Lèzeau, la seconde bataille livrée à l'intérieur de la Comté. Après le Nettoyage de la Comté, durant lequel les villages furent reconstruits, et que Sam sema partout dans la Comté les poussières fertilisantes que la dame Galadriel lui avait données en Lothlórien, les plantes et les arbres ont crû à nouveau, et l'année 1420 de la datation de la Comté fut même considérée par les Hobbits comme la plus productive et la plus prospère de leur histoire.
Après le couronnement d'Aragorn comme roi d'Arnor et de Gondor, la Comté se transforma en une enclave protégée à l'intérieur du Royaume Réunifié. Aragorn, couronné sous le nom d'Elessar, décréta une loi qui interdisait l'entrée de la Comté aux Grandes Gens, s'incluant lui-même.

## Gouvernement et services publics
Avant la chute du royaume d'Arthedain, la Comté n'avait pas de gouvernement propre, étant directement soumise au roi de Fornost. Les Hobbits obéissaient alors de leur plein gré aux lois du royaume, même s'ils semblent être retombés rapidement dans l'oubli. Après la chute de l'Arthedain, les Hobbits se donnèrent pour chef un Thain, devant agir comme représentant du roi et avec les mêmes pouvoirs, jusqu'à ce que celui-ci revienne. Le Thain est le chef des Comices de la Comté et le capitaine du Rassemblement et de la Hobbiterie-en-armes, deux postes essentiellement honorifiques. Le premier d'entre eux fut Bucca du Maresque, de la famille Vieilbouc, et la charge fut héréditaire à partir de cette époque par droit d'aînesse. Cependant, quand cette famille vint au Pays-de-Bouc en l'an 740 D. C., Gorhendad Vieilbouc, qui était le chef de famille à ce moment-là, prit le titre de Maître du Pays-de-Bouc et la charge de Thain échut à Isumbras Ier, de la famille Touque. En 1432 D. C., Meriadoc Brandebouc devint Maître du Pays-de-Bouc et en 1434 D. C. Peregrin Touque devint Thain.
Outre le Thain, le Maire de Grand'Cave (et par extension, de la Comté entier) est élu tous les sept ans lors de la Foire Libre des Hauts Blancs, célébrée au milieu de l'été. Ses fonctions consistent à présider les banquets, et il est également à la tête des Shirrifs et du service des postes. Les maires connus sont :
- Will Piéblanc (1413 – 1419 / 1420 – 1427 D. C.) ;
- Frodon Sacquet (1419 – 1420 D. C.), maire délégué pendant le rétablissement de Will Piéblanc ;
- Samsagace Gamegie (1427 – 1476 D. C.) ;
- Tolman Chaumine (1444 D. C.) : maire délégué pendant le voyage de Sam Gamegie en Gondor.

En 1434 D. C., le Thain, le Maire et le Maître du Pays-de-Bouc sont nommés conseillers du Royaume Réunifié.
Tolkien définissait le régime de la Comté comme « semi-républicain et semi-aristocratique ».
Les Connétables sont les policiers de la Comté, même si, du fait de la nature pacifique des Hobbits, ils n'ont que peu de travail, et s'occupent surtout du bétail égaré. Ils sont seulement douze pour toute la Comté, trois dans chaque Quartier, et leur seul signe distinctif est la plume qu'ils portent à leur chapeau. En plus de ces Connétables existent, en nombre variable, les Garde-frontières, chargés de surveiller les frontières de la Comté et d'empêcher les intrus d'entrer.
En plus de la police, le service postal est l'unique service public. Il est très utilisé par les Hobbits, qui ont l'habitude d'écrire souvent à leur famille et à leurs amis. Ses effectifs sont probablement faibles : les invitations envoyées par Bilbo pour son anniversaire en 1401 D. C. (144 rien que pour le dîner de famille) submergent les bureaux de poste de Hobbitebourg et de Lèzeau, qui doivent faire appel à des volontaires.

## Adaptations

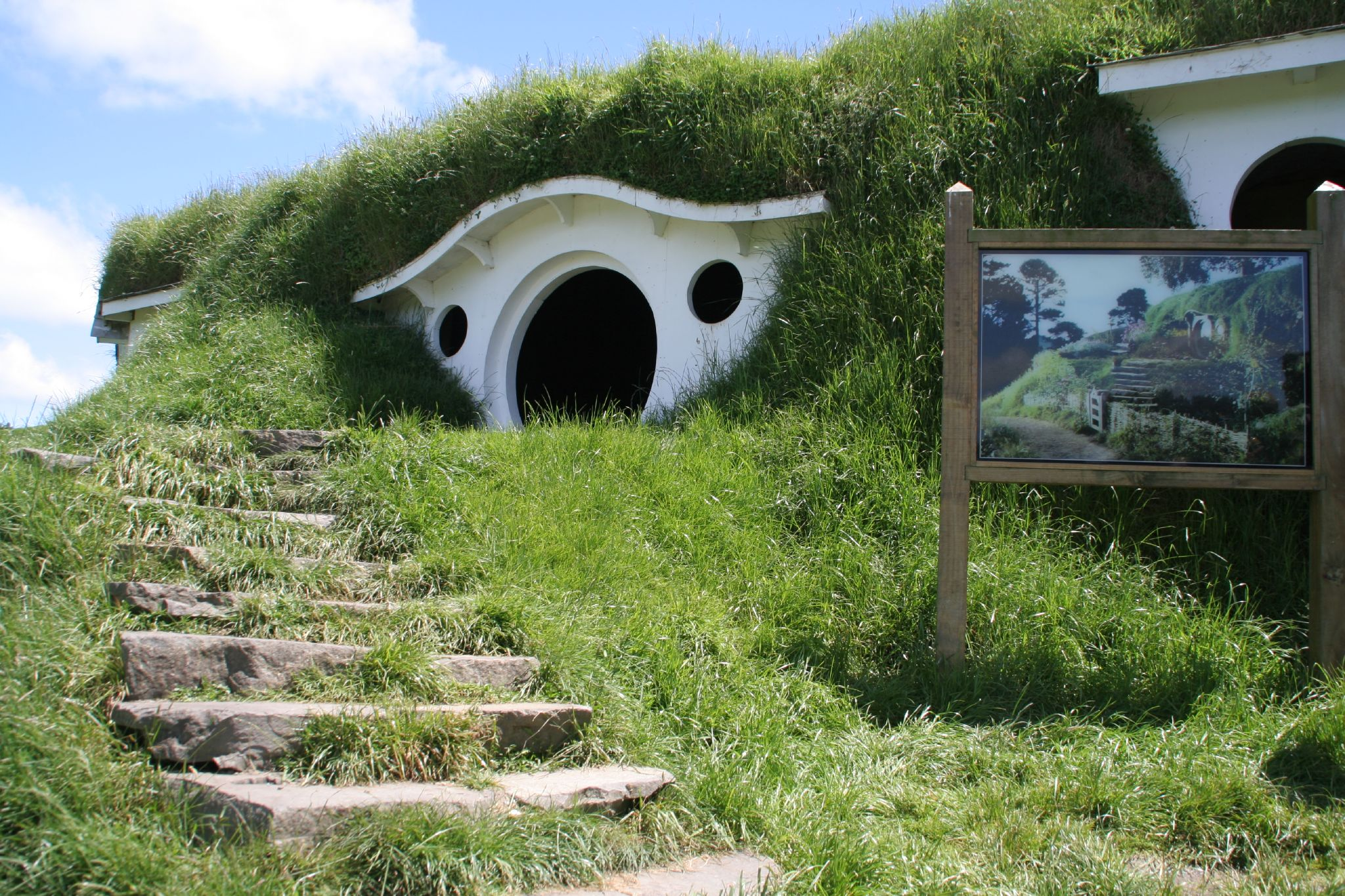
Cul-de-Sac, une des maisons hobbites construites à Matamata.

La Comté est apparue aussi bien dans l'adaptation en dessin animé de Ralph Bakshi sur Le Seigneur des anneaux, que dans celle de Bilbo le Hobbit par Arthur Rankin Jr. et Jules Bass.
Pour la trilogie cinématographique Le Seigneur des anneaux de Peter Jackson, l'équipe de production a découvert un endroit qui leur a servi de décor dans les environs du village de Matamata, en Nouvelle-Zélande. Les dessinateurs du film, John Howe et Alan Lee, ont été amenés dans ce lieu, où ils ont fait divers dessins de la Comté en adaptant le paysage. Au cours du processus de production, une maquette a été fabriquée par ordinateur et une autre en miniature, entre 4 et 5 mètres carrés.
La construction des décors a commencé en mars 1999. 5 000 mètres cubes de terre ont été déplacés par l'armée de Nouvelle-Zélande, au moyen de machines lourdes (excavateurs, rouleaux, niveleuses, etc.) De cette façon ont été créées les collines dans lesquelles furent construites un total de trente-sept habitations hobbites, à base de bois et de polystyrène. Après, on y a semé du gazon, des arbres et des jardins. Une fois cela achevé, l’équipe a laissé pousser la végétation pendant quelques mois, puisque Jackson voulait que le paysage ait un aspect plus sauvage, touffu et champêtre. Le tournage des scènes à Matamata a commencé en décembre 1999 et a duré trois mois,.
Malgré la fin du tournage, dix-sept des habitations hobbites, parmi lesquelles Cul-de-Sac, n'ont pas été démolies et des visites touristiques sont organisées actuellement pour les voir. Peter Jackson adaptant Bilbo le Hobbit au cinéma, il dut reconstruire le décor utilisé une décennie plus tôt. Cependant, le décor a cette fois-ci été construit pour durer, car l'équipe de production savait que les fans des trilogies du Seigneur des Anneaux et du Hobbit souhaiteraient s'y rendre.
La Comté a également inspiré de nombreux dessinateurs : Ted Nasmith, John Howe…
La Comté apparaît également dans plusieurs jeux vidéo, comme dans Bilbo le Hobbit, Le Seigneur des Anneaux Online ou La Communauté de l'anneau.
Dans les jeux, la Comté est présent comme lieu de départ dans le jeu de société homonyme, la Confrontation… Dans le jeu de rôle des Terres du Milieu la Comté est une extension de la deuxième édition.